# Le Voile noir du pasteur
Le Voile noir du pasteur (The Minister's Black Veil), aussi traduit en français sous les titres Le Voile noir du ministre ou Le Voile noir du ministre du culte, est une nouvelle fantastique de Nathaniel Hawthorne, publiée en 1832 dans The Token and Atlantic Souvenir (en). La nouvelle sera reprise, en 1837, dans la première édition du recueil Twice-Told Tales.
Le fantastique de la nouvelle est surtout d'ordre symbolique et allégorique.

## Résumé
Le sacristain cesse soudainement de faire sonner la cloche appelant les fidèles lorsque le pasteur, M. Hooper, apparaît avec un voile noir recouvrant tout son visage, sauf sa bouche et son menton. Cet événement suscite un grand émoi qui se répand comme une traînée de poudre dans la communauté. Tout un chacun spécule à loisir sur la signification de ce voile. Quand il monte en chaire, M. Hooper se lance dans un sermon sur les péchés secrets et leurs influences sur la pureté de la foi. Chacun se sent aussitôt concerné par ces propos, car aucun cœur n'est aussi pur qu'il devrait l'être. Ainsi cette apparition inusitée de leur pasteur remet en cause la valeur de leur propre foi. 
Après le sermon ont lieu les funérailles d'une jeune femme. M. Hooper continue d'y porter son voile. Le bruit court que si le voile devait se soulever au souffle du vent, d'aucuns devraient craindre de croiser le regard du pasteur. Mais étranger à ses rumeurs, ce dernier dit quelques prières devant le corps qui est ensuite emporté vers le cimetière. Deux des endeuillés affirmeront plus tard qu'ils ont eu l'impression que le ministre et l'esprit de la jeune fille marchaient main dans la main. 
Le même soir, un mariage est célébré. Or, Pfarrer Hooper s'y présente avec son voile, imposant de ce fait une atmosphère triste et grave aux joyeuses festivités des noces.

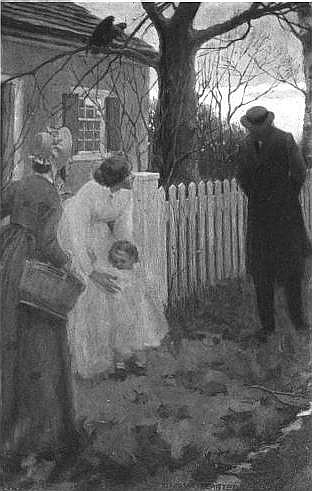
"The Children fled from his approach" (1900), illustration de Elenore Abbott pour la nouvelle Le Voile noir du pasteur.

Le lendemain, rien ne change dans la tenue vestimentaire du pasteur. Même les enfants du village chuchotent avec inquiétude de l'étrange changement qui semble être devenu permanent chez M. Hooper. Pourtant, nul n'ose demander directement à M. Hooper la raison du port de ce voile, à l'exception de sa fiancée Elizabeth. Avec la joie et la grâce qui sont ses vertus, elle tente dans un mouvement joyeux de retirer le voile. Mais le pasteur prévient son geste et l'informe qu'il ne le retirera jamais, même lorsqu'ils seront seuls, et qu'il ne lui dira pas non plus pourquoi il porte ce voile. Blessée dans son amour, la jeune femme rompt ses fiançailles.
Dans les mois qui suivent, la renommée de M. Hooper s'étend. Il devient un ecclésiastique en vue et gagne de nombreux convertis qui estiment qu'ils sont eux aussi derrière le voile noir avec lui. Des pécheurs invétérés à l'agonie font appel à lui, et à lui seul, pour se confesser leurs fautes et recevoir les derniers sacrements. 
Sa vie durant, M. Hooper vit avec ce voile noir entre lui et le monde : séparé de la fraternité des hommes et de l'amour d'une femme ; prisonnier de la plus triste des prisons, son propre cœur.
Elizabeth, qui a pourtant rompu son engagement, ne s'est jamais mariée et continue de s'intéresser de loin à son ancien fiancé. Quand elle apprend qu'il est malade, elle vient à son chevet. Présents aux côtés de M. Hooper, Elizabeth et quelques personnes lui demandent une dernière fois de retirer son voile, mais il refuse. Au moment de mourir, il dit à ceux qui l'entourent : « Pourquoi donc tremblez-vous devant moi seul ? Tremblez aussi en vous regardant les uns les autres. […] Je regarde autour de moi et hélas ! sur chaque visage je vois un voile noir. »
Father Hooper est enterré avec son voile noir sur le visage.

## Autour de la nouvelle
- Pour cette nouvelle, Hawthorne s'est probablement inspiré d'un fait réel : Joseph Moody of York, un ecclésiastique du Maine, qui avait tué accidentellement un ami de jeunesse se couvrit le visage d'un voile noir à partir du jour des funérailles de sa victime jusqu'à sa propre mort[2].

- Grand ami et rival de Hawthorne, Edgar Allan Poe admirait cette nouvelle tout en regrettant sa lourde utilisation du symbolisme moral.